# الحصار (فلم)

الحصار (بالإنجليزية:The Siege)، هو فيلم أمريكي من نوع الحركة، أنتج سنة 1998م من قبل شركة فوكس الأمريكية، وشارك فيه كل من دينزل واشنطن وطوني شلهوب وبروس ويليس.

## القصة
الفيلم سياسي بالدرجة الأولى ويتعلق بشكل خاص بالسياسة الأمريكية الداخلية والخارجية، وتبدأ القصة مع المخابرات الأمريكية حيث تلاحق أحد القادة الأسلاميين وتعتقله بعد أتهامه بأنه وراء تفجير ثكنة أمريكية في إحدى القواعد الأمريكية في السعودية ويكشف الفيلم أنه تم اختطافه ولم يتم محاكمته ما يعني ان المخابرات قامت بتصرف غير قانوني، وهنا تنتقل القصة إلى أمريكا، نيوريوك، حيث ينتشر أتباع هذا القائد الأسلامي في إحدى إحياء نيويورك ويقومون بسلسلة عمليات تفجيرية حيث بدأوا بتفجير باص محمل بالرهائن بعد أخراج الأطفال، وهنا يركز الفيلم على أهم 3 شخصيات في الفيلم وهم رئيس قسم مكتب التحقيقات الفيدرالي هاب هوبارد، و شارون بريدج وهي عميلة متخصصة في الشؤون العربية في العراق، و فرانك حداد وهو مسلم شيعي ومحقق فيدرالي ويرافق رئيس المكتب شخصياً في التحقيقات الفيدرالية، وبعد فشل مكتب التحقيقات الفيدرالي في السيطرة على سلسلة التفجيرات وفشله في تحديد الشخصيات المتورطة في التفجيرات، يبدأ الجيش الأمريكي بقيادة الجنرال وليام ديفرو بفرض حصار مرعب ومن هنا أقتبس أسم الفيلم "حصار"،وأعلن الجيش الأحكام العرفية، والهجوم على الأحياء العربية وتنفيذ أعتقالات على مستوى واسع في الجاليات العربية وفرض السيطرة بقوة على جميع مناحي الحياة في نيويورك، وتبدأ حرب سرية ومنافسة بين مكتب التحقيقات الفيدرالي والجيش الأمريكي حيث شاهد رئيس مكتب التحقيقات الفيدرالي بعينيه الدماء على يد قائد الجيش الأمريكي بعد تعذيب أحد الشخصيات العربية وقتله بدم بارد في تناقض تام مع الديمقراطية الأمريكية التي تنص على الحفاظ على حقوق المواطنين بغض النظر عن لون أو دين أو عرق، وهنا يصاب رئيس مكتب التحقيقات الفيدرالي بالغضب ويبدأ في محاولة أخراج وثيقة أعتقال بحق الجنرال وليام ديفرو وينجح في أصدار مذكرة أعتقال بحقه ويتم اعتقاله بتهمة قتل مواطن من عرق عربي بدم بارد ويتم الأفراج الفوري عن جميع المعتقلين العرب في سجن اسسه الجيش في إحدى ملاعب كرة القدم.
--

## وصلات خارجية
- الحصار على موقع IMDb (الإنجليزية)
- الحصار على موقع ميتاكريتيك (الإنجليزية)
- الحصار على موقع روتن توميتوز (الإنجليزية)
- الحصار على موقع نتفليكس (الإنجليزية)
- الحصار على موقع ألو سيني (الفرنسية)
- الحصار على موقع Turner Classic Movies (الإنجليزية)
- الحصار على موقع أول موفي (الإنجليزية)
- الحصار على موقع بوكس أوفيس موجو (الإنجليزية)
- الحصار على موقع فيلمافينيتي (الإسبانية)
- الحصار على موقع قاعدة بيانات الأفلام السويدية (السويدية)